# Уганда на літніх Олімпійських іграх 2012
Уганду на літніх Олімпійських іграх  2012 представляли 16 спортсменів у 4 видах спорту. 

## Медалісти
| Медаль | Спортсмени      | Вид спорту     | Дисципліна        | Дата      |
| ------ | --------------- | -------------- | ----------------- | --------- |
| Золото | Стівен Кіпротіч | Легка атлетика | марафон, чоловіки | 12 серпня |